# Локня (Рязанская область)
Локня — деревня Слободского сельского поселения Михайловского района Рязанской области России.

## Этимология
- Название дано по реке. Данный гидроним и производные от него встречаются во всех областях раннего расселения славян в Восточной Европе. Однако его этимология до сих пор остается спорной[2].
- Имеются версии славянского и балтийского происхождения гидронима.

## География
Деревня находится между реками Проня и Локня на берегу озера.

## История
Образовано переселенцами из с. Мишино.
Деревня упоминается В «» за 1862 год деревня упоминается как Локна.
В XIX в. деревня принадлежала Гагариным.
16 ноября 1905 года зафиксировано нападение крестьян д. Локня, Натек и др. Михайловского уезда на имение кн. Гагарина.
До 1924 года деревня входила в состав Ижеславльской волости Михайловского уезда Рязанской губернии.

## Население
| 1859 | 1897 | 1906 | 1929 | 2007 | 2010 |
| ---- | ---- | ---- | ---- | ---- | ---- |
| 329  | ↗528 | ↗646 | ↗806 | ↘4   | ↘3   |